# Maud Caubet
Pour les articles homonymes, voir Caubet.
Maud Caubet, née le 3 janvier 1978 à Paris, est une architecte française.
Maud Caubet se reconnait dans une création intuitive en perpétuel mouvement. Elle se nourrit du monde extérieur afin d’assurer le rôle de l’architecte, qu’elle ne cesse de souligner lors de ses interventions : répondre à des problématiques sociétales et environnementales en s’adaptant au contexte de chaque projet. Un rôle qu’elle associe à une volonté de créer du lien qu’il soit conscient ou inconscient. L’architecte appréhende en effet son métier comme la clé de voûte de la qualité de vie et de la transition environnementale. L'architecte est tenu de faire du « beau »  pour assurer un bâti pour durer, qui s’inscrit en effet dans la vie quotidienne à travers les années. Pour elle, le métier invoque la responsabilité de contribuer au développement d’une architecture représentative de la société mixte, évolutive et mouvante, parfois transgressive mais toujours vivante.
Le fil conducteur de son approche depuis la création de son agence en 2006 s’appuie sur l’envie de redonner vie aux espaces et lieux délaissés dans la ville. Ces lieux et ces espaces sont en effet une des clés de la ville de demain. Ils sont la solution à la non-artificialisation des sols. Ils doivent selon elle, retrouver leur poésie pour, redevenir utiles, par les nouveaux usages qu’ils impulseront ou leur capacité à offrir de nouvelles respirations.
Fidèle à cette vision, l’architecte veille à injecter la nature dans tous ses projets, comme dans le programme en bois Origine avec l’ambition d’humaniser le quartier de La Défense. Support de la vie, le retour de la nature est en effet, selon elle, indissociable de projets durables et agréables à vivre pour de nombreuses années. Un projet qui lui a valu le Global design Award, ainsi qu’une sélection parmi les « 100 ICONIC SUSTAINABLE BUILDINGS IN THE WORLD » du G20 sous la présidence de l’Inde en 2023.

## Biographie
Entrée à l’ENSA Paris - Val de Seine – Université Paris Cité en 1998, elle effectue un stage au sein de l’agence d’Andrée Putman. A ses côtés, elle apprend beaucoup et prend goût à l’alliance de la petite et grande échelle comme à l’artisanat d’art.
Elle intègre ensuite l’ENSA Paris – La Villette – HESAM Université. En 2003, elle obtient son diplôme d’architecte diplômé avec les félicitations du jury pour son mémoire Espèces d’Espaces. Inspiré de l’œuvre de Georges Perec, ce dernier aborde le sujet de l’évolution de nos espaces de vie, de nos besoins et questionne la manière dont l’architecture intègre la mutation de nos besoins au fil du temps, dans la conception des espaces de logement, de vie, de travail.
Maud Caubet travaille ensuite aux côtés du designer Jean-Marie Massaud. Elle y retrouve l’alliance de la petite et grande échelle, la priorité de l’usage qui n’est en rien contraire à l’esthétique, la remise à plat des besoins énoncés pour parvenir à la réponse la plus pertinente dans une démarche tenant compte de son contexte.
En 2006, elle fonde son agence Maud Caubet Architectes afin d’y porter ses engagements, notamment le réenchantement de l’architecture et de l’acte de construire, la nécessité d’une démarche holistique pour concevoir, la prise en compte de toutes les échelles, le travail de l’existant et l’envie de redonner vie(s) aux espaces urbains délaissés tels que les friches. Elle lutte également à sa manière contre le nivellement des sujets de l’architecte, la considération de sujets plus nobles que d’autres à traiter.
À travers ses prises de paroles et la gestion de son agence, Maud Caubet défend le principe d’une ville de demain qui ne peut être bien conçue que par une architecture représentative de la mixité de nos sociétés. Elle appelle à une plus grande équité au sein de la profession. Elle souhaite voir davantage de femmes parmi les architectes reconnus, plus de femmes monter leurs propres agences et s’évertue à défendre cette conviction au sein de son agence comme auprès des jeunes générations.
En juin 2022, elle est la plus jeune femme architecte à être installée à l’Académie d’Architecture.
Lors de son installation, elle souligne qu’elle souhaite contribuer « au développement d’une architecture représentative de notre société mixte, évolutive et mouvante, parfois transgressive et toujours vivante, que ce soit par l’usage, ses caractéristiques physiques et spatiales, ses respirations, comme par sa capacité à vivre dans le temps, à vivre une multiplicité de vies ».
À travers son travail, Maud Caubet souhaite faire valoir la beauté de la discipline architecture auprès du grand public. Elle propose ainsi une architecture centrée sur l’humain et les usages. Considérant qu’il s’agit de la colonne vertébrale de l’architecture, le vivant prend ainsi une place particulière dans ses réalisations.
Cette même année, elle co-réalise le documentaire du mouvement Unisson(s), Vers une architecture du bas carbone et du vivant, avec Annabelle Ledoux. Elle en assure notamment la direction artistique. Ce documentaire a pour but d’offrir un outil pédagogique afin de définir une nouvelle écriture commune de l’architecture durable.

## Prix et récompenses
- Prix d’Architecture lors du Salon d’Automne pour La Maison des Landes, 2019[8]
- Prix Duo@Work Mention spéciale pour le projet Live, 2019
- Prix ArchDaily, finaliste avec La Maison des Landes, 2020[9]
- second prix de la catégorie Office Building, Prix Global Architecture & Design Award de Rethinking The Future, 2021[10]
- troisième prix de la catégorie Housing (over 5th floor), Prix Global Architecture & Design Award de Rethinking The Future2021[11]
- Médaille d’or Républik Immo de la catégorie Projet immobilier en cours pour Racine, 2023
- Premier Prix Rethinking the Future de la catégorie Culture pour Les Sheds, 2023[12]
- Chevalière de l'ordre des Arts et des Lettres (2 novembre 2023)[13]

## Principales réalisations
- Tivoli, projet de restructuration et d’aménagement intérieur autour d’un patrimoine parisien existant, Paris 9e, 2015
- Origine, programme de 70 000 m² de bureaux exemplaires s’imposant comme un démonstrateur environnemental, Nanterre, 2021[14]
- Les Sheds, projet de réhabilitation des anciennes usines de filature Cartier-Bresson en lieu culturel et dédié à la petite enfance, Pantin, 2022[15]
- Racine, projet de réhabilitation de l’ancien siège de l’Office National des Forêt en bâtiment mixte, Paris 12e, 2024[16]